# Hoverboard (Back to the Future)
Een hoverboard is een soort zwevend skateboard dat voorkwam in de film Back to the Future Part II en Back to the Future Part III. In het tweede deel van de filmtriologie gebruikte Michael J. Fox, die de rol van Marty McFly speelde, een hoverboard tijdens een achtervolging op het stadsplein om te ontsnappen aan Griff Tannen en zijn bende.

## Trivia
- Het Amerikaanse bedrijf Arx Pax uit Californië ontwikkelde een werkend prototype van een zwevend hoverboard en startte een succesvol Kickstarter-project om er tien te produceren.[2] Op 21 oktober 2015, ook wel Back to the Future Day genoemd, presenteerde dit bedrijf de Hendo 2: een nieuw type hoverboard die werkt op een magnetisch veld en stil en energiezuinig is.[3] Dit hoverboard werkt echter alleen op een speciale ondergrond.[4]
- Catalin Alexandru Duru ontwikkelde een hoverboard die werkt als een grote multirotor en vloog hiermee meer dan 300 meter door de lucht, goed voor een vermelding in het Guinness Book of Records.[4]
- Een origineel hoverboard-rekwisiet uit de films is op 7 december 2024 geveild voor $ 237.500. Charlie Croughwell, de stuntdubbel van Michael J. Fox, mocht het rekwisiet houden na afloop van de opnames in 1989.[5]